# Адольф Меллер
Адольф Меллер (нім. Adolf Möller, 25 жовтня 1877 — 10 листопада 1968) — німецький академічний веслувальник.
Бронзовий призер Олімпійських Ігор 1900 року в складі розпашної четвірки зі стерновим A.